# Стариця (Парабельський район)
Стари́ця (рос. Старица) — село у складі Парабельського району Томської області, Росія. Адміністративний центр Старицинського сільського поселення.

## Населення
Населення — 372 особи (2010; 502 у 2002).
Національний склад (станом на 2002 рік):
- росіяни — 93 %